# ГАЗ-75
ГАЗ-75 — опытная советская противотанковая САУ. Разработана в конструкторском бюро Горьковского автомобильного завода. Серийно не производилась.

## История создания
Из-за низкой эффективности 76-мм танковых пушек ЗИС-3 в борьбе с немецкими танками типа «Тигр» и «Пантера» был проведен комплекс мероприятий по созданию новых самоходных артиллерийских установок с 85-мм пушкой, а также по установке этой пушки в танк Т-34. Одним из вариантов была самоходная артиллерийская установка ГАЗ-75. Работы над самоходной артиллерийской установкой ГАЗ-75 велись в конструкторском бюро Горьковского автомобильного завода под руководством Н. А. Астрова. В 1943 году была завершена разработка, а в 1944 году был изготовлен и отправлен на испытания опытный образец. По результатам испытаний работы по ГАЗ-75 были прекращены. Основной причиной отказа от конструкции ГАЗ-75 были резкие и недопустимые перемещения машины при стрельбе в зоне от 10 до 15° по азимуту.

## Описание конструкции
СПТП ГАЗ-75 создавалась на базе опытной САУ СУ-74Д с применением ряда узлов и агрегатов лёгкого танка Т-70.

### Броневой корпус
Броневой корпус закрытого типа, сварной из стальных катанных листов. Броня обеспечивала противоснарядную защиту за счёт установки лобового листа толщиной 82 мм. В передней и средней части корпуса размещались совмещённые отделение управления и боевое отделение. В задней части находился моторно-трансмиссионный отсек. Механик-водитель и командир машины располагались справа от пушки, по левую сторону находились наводчик и заряжающий. Над местом командира находилась специальная башенка во вращающейся крышке люка. По левому борту находился люк с броневой крышкой для загрузки боеприпасов. В крыше и левом борту корпуса имелись амбразуры с броневыми крышками для стрельбы экипажа из личного оружия.

### Вооружение
В качестве основного вооружения использовалась танковая пушка Д-5С-85А. Начальная скорость бронебойного снаряда составляла 792 м/с. Дальность прямого выстрела составляла 1030 метров. Возимый боекомплект — 42 выстрела. Дополнительно имелись 2 пистолета-пулемёта ППШ с боекомплектом 1065 патронов, а также 15 гранат Ф-1.

### Средства наблюдения и связи
В командирской башенке устанавливался телескопический смотровой прибор. Место механика-водителя также было оборудовано аналогичными приборами наблюдения. В походном положении механик-водитель ориентировался по прибору установленному в крыше рубки, в боевом положении — через прибор в крышке люка. Наведение орудия производилось с помощью телескопического прицела ТШ-15 и орудийной панорамы.

### Двигатель и трансмиссия
В качестве силовой установки были использованы два последовательно спаренных карбюраторных двигателя ГАЗ-80, каждый мощностью 85 л.с.. Узлы и агрегаты трасмиссии заимствовались у лёгкого танка Т-70.

### Ходовая часть
Ходовая часть ГАЗ-75 состояла из 6 опорных катков с каждой стороны и гусеничного движителя. Вместо поддерживающих катков использовались специальный полозья. На задних опорных катках устанавливался стабилизатор для предотвращения приседания машины при стрельбе. Стабилизатор приводился в действие с помощью соленоида одновременно с нажатием на кнопку электроспуска орудия. Кроме того на задних катках вместе с резиновыми бандажами устанавливались специальные зубчатые венцы для постоянного зацепления с гусеницами. При выстреле происходило торможение венцов и стопорение задних катков, препятствующее откату машины.

## Машины на базе
- СУ-85А — опытная самоходная противотанковая пушка
- СУ-85Б — опытная самоходная противотанковая пушка